# Strimtofsad myrtörnskata
Strimtofsad myrtörnskata (Thamnophilus multistriatus) är en fågel i familjen myrfåglar inom ordningen tättingar.

## Utbredning och systematik
Strimtofsad myrtörnskata delas in i fyra underarter:
- Thamnophilus multistriatus brachyurus – förekommer i västra Colombia i västra Anderna och centrala Andernas västsluttning
- Thamnophilus multistriatus selvae – förekommer i västra Andernas västsluttning i Colombia (övre Río San Juan)
- Thamnophilus multistriatus multistriatus – förekommer i Colombia (centrala Andernas västsluttning och västra sluttning av östra och södra Anderna)
- Thamnophilus multistriatus oecotonophilus – förekommer östra Andernas västsluttning i Colombia och Sierra de Perija (västra Venezuela)

## Status
Arten har ett stort utbredningsområde och beståndet anses vara stabilt. Internationella naturvårdsunionen IUCN listar den därför som livskraftig (LC).